# Кампомиљијијо (Фиренца)
Кампомиљијијо је насеље у Италији у округу Фиренца, региону Тоскана.
Према процени из 2011. у насељу је живело 346 становника. Насеље се налази на надморској висини од 231 м.